# Sawsane Benchbab
Sawsane Benchbab, née le 7 avril 2004, est une karatéka marocaine.

## Carrière
Elle obtient la médaille de bronze en kumite individuel des moins de 54 kg lors des Championnats du monde cadets 2019 à Santiago. 
Elle est médaillée d'or dans la même catégorie aux Championnats d'Afrique cadets 2020 à Tanger.
Elle est médaillée d'argent en kumite par équipes lors des Championnats d'Afrique 2022 à Durban et aux championnats d'Afrique 2023 à Casablanca.